# Кінець шляху (фільм, 2017)
«Кінець шляху» (англ. Journey's End) — британська військова драма 2017 року. Екранізація одноіменної п’єси Роберта Седріка Шерріффа 1928 року. Автором сценарію виступив Саймон Рід, а режисером - Сол Дібб. Фільм був показаний у секції « Спеціальні презентації » на Міжнародному кінофестивалі в Торонто 2017 року.
Це вже п’ята екранізація п’єси після «Кінець подорожі» (1930), «Інша сторона» (1931), «Аси в небі» (1976) і «Кінець подорожі» (телефільм BBC 1988 року).

## Сюжет
Весна 1918 року. В окопах на півночі Франції солдати потерпають від невизначенності. Серед солдатів британської армії ширяться чутки про неминучий масштабний наступ німців. При цьому кожна рота повинна провести на передовій по 6 днів щомісяця. Настає черга капітана Стенгоупа та його бійців. Від попередників їм дістаються позиції в дуже поганому стані та ящики заіржавілих гранат.
Тим часом в Ам'єн, де базуються сили британської армії, прибуває зовсім юний 2-й лейтенант Райлі. Використовуючи той факт, що тутешній генерал - це його дядько, він просить про переведення у роту С, де керує його давній старший приятель Стенгоуп, який проводив канікули з Райлі та його сестрою. Вони вже давно не бачились, проте молодий лейтенант слідкував за карьерою старшого товариша, надихаючись його мужністю та відвагою.
Однак потрапивши безпосередньо в окопи і зустрівши там Стенгоупа Райлі розуміє, що тепер це зовсім інша людина. Він буквально щовечора пиячить та виглядає дуже знервованим.
Також до офіцерського складу роти входять заступник Стенгоупа Озборн, якого всі кличуть "дядько", Троттер та Гібберт, який намагається залишити лінію фронту за станом здоров'я, проте капітан йому не вірить.
З кожним днем гнітюча атмосфера в окопах тільки погіршується, а всі сподівання солдат направлені на те, щоб наступ німців не розпочався найближчим часом...

## У ролях
- Сем Клафлін — капітан Стенгоуп;
- Ейса Баттерфілд — 2-й лейтенант Райлі;
- Пол Беттані — лейтенант "дядько" Озборн;
- Тобі Джонс — повар Мейсон;
- Стівен Ґрем — 2-й лейтенант Троттер;
- Том Старрідж — 2-й лейтенант Гібберт;
- Роберт Гленістер — полковник;
- Майлз Джапп — капітан Гарді.

### Написання
Для цієї екранізації письменник Саймон Рід вирішив дещо змінити склад п'єси Р. С. Шерріффа та представив десяток нових персонажів.

### Кастинг
Продюсер фільму хотів би бачити серед акторського складу Бенедикта Камбербетча, Тома Хіддлстона та Едді Редмейна, проте про потенційні перемовини з ними не йшлося. В грудні 2016 року в пресі з'явилась інформація, що в акторський склад увійдуть Пол Беттані, Том Старрідж і Тобі Джонс, і що фільм має вийти в прокат у 2017 році.